# Симург (ракета-носитель)
«Симург»  (перс. سیمرغ‎ — по имени фантастической птицы Симург), другое название Сафир-2 — разрабатываемая иранская ракета-носитель лёгкого класса. Это вторая ракета-носитель, разработанная и запущенная в Иране. В качестве первой ступени используется переделанная первая ступень баллистической ракеты «Шахаб-5» со связкой из четырёх жидкостных ракетных двигателей по типу «Нодон», а в роли второй ступени выступает жидкостная баллистическая ракета «Гадр-1».
Ракета-носитель Симург позволяет выводить НОО космические аппараты весом до 100 кг.

## История пусков
| Номер полёта | Дата и время (GMT)   | Полезная нагрузка         | Тип    | Результат                  | Комментарий |
| ------------ | -------------------- | ------------------------- | ------ | -------------------------- | --- |
| 1            | 19 апреля 2016 года  | Без нагрузки              | Симург | Успех                      | Тестовый суборбитальный полёт |
| 2            | 27 июля 2017 года    | Без нагрузки              | Симург | Авария                     | Тестовый полёт, отказ второй ступени |
| 3            | 15 января 2019 года  | Payam-e Amirkabir Nahid-1 | Симург | Авария                     | Отказ третьей ступени |
| 4            | 9 февраля 2020 года  | Zafar                     | Симург | Авария                     | Спутник не вышел на расчётную орбиту |
| 5?           | 12 июня 2021 года    | Неизвестно                | Симург | факт запуска не установлен | Официальные власти США заявили, что «им известно о сбое запуска иранской ракеты», при том что спутниковый снимок выглядит как запуск. Тем не менее, Министерство информационных и телекоммуникационных технологий Ирана отрицает факт какого-либо запуска. |
| 6            | 30 декабря 2021 года | Три научных аппарата      | Симург | Авария                     | Иран сообщил об успешном испытательном полёте, полностью достигшим намеченных целей. Ракета достигла высоты 470 км и скорости 7,350 м/с - но ни один объект не вышел на орбиту, что не позволяет считать запуск успешным.                                  |
| 7            | 28 января 2024 года  | Махда, Кейан-2, Хатеф-1   | Симург | Успех                      | Первый успешный орбитальный запуск Simorgh, на орбиту размером 1100 × 450 км выведены три спутника. Запуск произошел всего через 8 дней после первого успешного орбитального запуска ракеты-носителя Qaem 100.                                             |